# National Hockey League 1935/1936
National Hockey League 1935/1936 var den 19:e säsongen av NHL. 8 lag spelade 48 matcher i grundserien innan Stanley Cup inleddes den 24 mars 1936. Stanley Cup vanns av Detroit Red Wings som tog sin 1:a titel, efter finalsegern mot Toronto Maple Leafs med 3-1 i matcher.
Första matchen i semifinalserien mellan Montreal Maroons och Detroit Red Wings är den längsta matchen i Stanley Cups historia. Matchen började kl 20.30 (lokal tid) i Forum i Montreal och slutade inte förrän kl 02.25 på natten (lokal tid). Matchen var mållös ända in till den 9:e perioden innan Detroits Mud Bruneteau överlistade Maroons målvakt Lorne Chabot för det avgörande målet. Den totala speltiden var 176 minuter och 30 sekunder. D.v.s. man hade spelat nästan 3 hela matcher utan att göra mål.

## Grundserien

### Canadian Division
| Nr | Lag                 | S  | V  | O  | F  | GM  | IM  | MS  | P  |
| -- | ------------------- | -- | -- | -- | -- | --- | --- | --- | -- |
| 1  | Montreal Maroons    | 48 | 22 | 10 | 16 | 114 | 106 | +8  | 54 |
| 2  | Toronto Maple Leafs | 48 | 23 | 6  | 19 | 125 | 106 | +19 | 52 |
| 3  | New York Americans  | 48 | 16 | 7  | 25 | 109 | 122 | −13 | 39 |
| 4  | Montreal Canadiens  | 48 | 11 | 11 | 26 | 82  | 123 | −41 | 33 |

### American Division
| Nr | Lag                 | S  | V  | O  | F  | GM  | IM  | MS  | P  |
| -- | ------------------- | -- | -- | -- | -- | --- | --- | --- | -- |
| 1  | Detroit Red Wings   | 48 | 24 | 8  | 16 | 124 | 103 | +21 | 56 |
| 2  | Boston Bruins       | 48 | 22 | 6  | 20 | 92  | 83  | +9  | 50 |
| 3  | Chicago Black Hawks | 48 | 21 | 8  | 19 | 93  | 92  | +1  | 50 |
| 4  | New York Rangers    | 48 | 19 | 12 | 17 | 91  | 96  | −5  | 50 |

## Poängligan 1935/1936
Not: SM = Spelade matcher, M = Mål, A = Assists, Pts = Poäng
| Spelare          | Lag                 | SM | M  | A  | Pts |
| ---------------- | ------------------- | -- | -- | -- | --- |
| Sweeney Schriner | New York Americans  | 48 | 19 | 26 | 45  |
| Marty Barry      | Detroit Red Wings   | 48 | 21 | 19 | 40  |
| Paul Thompson    | Chicago Black Hawks | 45 | 17 | 23 | 40  |
| Bill Thoms       | Toronto Maple Leafs | 48 | 23 | 15 | 38  |
| Charlie Conacher | Toronto Maple Leafs | 44 | 23 | 15 | 38  |
| Hooley Smith     | Montreal Maroons    | 47 | 19 | 19 | 38  |
| Doc Romnes       | Chicago Black Hawks | 48 | 13 | 25 | 38  |
| Art Chapman      | New York Americans  | 47 | 10 | 28 | 38  |
| Herbie Lewis     | Detroit Red Wings   | 45 | 14 | 23 | 37  |
| Baldy Northcott  | Montreal Maroons    | 48 | 15 | 21 | 36  |

## Slutspelet 1936
6 lag gjorde upp om Stanley Cup-pokalen. De båda ettorna i serierna spelade semifinal mot varandra om en finalplats i bäst av 5 matcher.  Tvåorna och treorna spelade kvartsfinaler i bäst av 2 matcher där det lag som gjort flest mål gick till semifinal. Vinnarna spelade mot varandra i en semifinalserie i bäst av 3 matcher. Finalserien spelades i bäst av 5 matcher.
Kvartsfinaler 
Toronto Maple Leafs vs. Boston Bruins
| Datum   | Hemma               | Mål | Borta               | Mål | Not |
| ------- | ------------------- | --- | ------------------- | --- | --- |
| 24 mars | Boston Bruins       | 3   | Toronto Maple Leafs | 0   |     |
| 26 mars | Toronto Maple Leafs | 8   | Boston Bruins       | 3   |     |

Toronto Maple Leafs vann kvartsfinalserien med 8-6 i målskillnad.
Chicago Black Hawks vs. New York Americans
| Datum   | Hemma               | Mål | Borta               | Mål | Not |
| ------- | ------------------- | --- | ------------------- | --- | --- |
| 24 mars | New York Americans  | 3   | Chicago Black Hawks | 0   |     |
| 26 mars | Chicago Black Hawks | 5   | New York Americans  | 4   |     |

New York Americans vann kvartsfinalserien med 7-5 i målskillnad.
Semifinaler 
Detroit Red Wings vs. Montreal Maroons
| Datum   | Hemma             | Mål | Borta             | Mål | Not       |
| ------- | ----------------- | --- | ----------------- | --- | --------- |
| 24 mars | Montreal Maroons  | 0   | Detroit Red Wings | 1   | SD 116.30 |
| 26 mars | Montreal Maroons  | 0   | Detroit Red Wings | 3   |           |
| 29 mars | Detroit Red Wings | 2   | Montreal Maroons  | 1   |           |

Detroit Red Wings vann semifinalserien med 3-0 i matcher
Toronto Maple Leafs vs. New York Americans
| Datum   | Hemma               | Mål | Borta               | Mål | Not |
| ------- | ------------------- | --- | ------------------- | --- | --- |
| 28 mars | Toronto Maple Leafs | 3   | New York Americans  | 1   |     |
| 31 mars | New York Americans  | 1   | Toronto Maple Leafs | 0   |     |
| 2 april | Toronto Maple Leafs | 3   | New York Americans  | 1   |     |

Toronto Maple Leafs vann semifinalserien med 2-1 i matcher

## Stanley Cup-final
Detroit Red Wings vs. Toronto Maple Leafs
| Datum    | Hemma               | Mål | Borta               | Mål | Spelplats                   | Not     |
| -------- | ------------------- | --- | ------------------- | --- | --------------------------- | ------- |
| 5 april  | Detroit Red Wings   | 3   | Toronto Maple Leafs | 1   | Detroit Olympia, Detroit    |         |
| 7 april  | Detroit Red Wings   | 9   | Toronto Maple Leafs | 4   | Detroit Olympia, Detroit    |         |
| 9 april  | Toronto Maple Leafs | 4   | Detroit Red Wings   | 3   | Maple Leaf Gardens, Toronto | SD 0.31 |
| 11 april | Toronto Maple Leafs | 2   | Detroit Red Wings   | 3   | Maple Leaf Gardens, Toronto |         |

Detroit Red Wings vann finalserien med 3-1 i matcher

## NHL awards
| 1935–36 NHL awards         | 1935–36 NHL awards                |
| -------------------------- | --------------------------------- |
| O'Brien Trophy:            | Montreal Maroons                  |
| Prince of Wales Trophy:    | Detroit Red Wings                 |
| Calder Memorial Trophy:    | Mike Karakas, Chicago Black Hawks |
| Hart Memorial Trophy:      | Eddie Shore, Boston Bruins        |
| Lady Byng Memorial Trophy: | Doc Romnes, Chicago Black Hawks   |
| Vezina Trophy:             | Tiny Thompson, Boston Bruins      |

## All-Star
| Första                                | Position | Andra                               |
| ------------------------------------- | -------- | ----------------------------------- |
| Tiny Thompson, Boston Bruins          | M        | Wilf Cude, Montreal Canadiens       |
| Eddie Shore, Boston Bruins            | B        | Earl Seibert, Chicago Black Hawks   |
| Babe Siebert, Boston Bruins           | B        | Ebbie Goodfellow, Detroit Red Wings |
| Hooley Smith, Montreal Maroons        | C        | Bill Thoms, Toronto Maple Leafs     |
| Charlie Conacher, Toronto Maple Leafs | HF       | Cecil Dillon, New York Rangers      |
| Sweeney Schriner, New York Americans  | VF       | Paul Thompson, Chicago Black Hawks  |
| Lester Patrick, New York Rangers      | Tränare  | Tommy Gorman, Montreal Maroons      |